# ایالت پلاتو
ایالت پلاتو (به لاتین: Plateau (state)) یک ایالت در نیجریه است که ۳۰٬۹۱۳ کیلومترمربع مساحت و ۳٬۱۷۸٬۷۱۲ نفر جمعیت دارد.